# 三井昭二
三井 昭二（みついしょうじ、1948年 - ）は、日本の林学者。三重大学名誉教授。専門は森林学。

## 略歴
1948年山口県出身。1972年東京大学農学部卒業。1979年まで東京大学大学院農学系研究科に所属。日本学術振興会奨励研究員、財団法人林業経済研究所主任研究員などを歴任。1994年三重大学生物資源学部助教授、1998年同大学教授。2011年より同大学名誉教授。2016年に第10回みどりの学術賞受賞。

## 単著
- 『『森林社会学への道』　日本林業調査会  2010年

## その他の出版物
- 『《森林社会学》宣言』(内山節編、分担執筆)有斐閣  1989年
- 『日本村落史講座第8巻』(木村礎代表編集、分担執筆)雄山閣  1991年
- 『住民参加による流域の森づくり』(紙野伸二編、分担執筆)国土緑化推進機構  1995年
- 『21世紀に向けた林業労働の新たな展開』(全国森林組合連合会編、分担執筆)全国森林組合連合会  1997年
- 『森林・林業・山村問題研究入門』(船越昭治編著、分担執筆)地球社  1999年
- 『里山を考える101のヒント』(分担執筆)日本林業技術協会 2000年
- 『森林・林業百科事典』（日本林業技術協会編、分担執筆）丸善  2001年
- Forestry and the Forest Industry in Japan(岩井吉弥編著、分担執筆）UBC　Press  2002年
- 『日本林業の構造的変化と再編過程』（餅田治之編著、分担執筆）農林統計協会  2002年
- 『森林の百科』（井上真ほか編集、分担執筆）朝倉書店  2003年
- 『森林政策学』（堺正紘編、分担執筆）日本林業調査会  2004年
- 『森林環境2005』（森林環境研究会編、分担執筆)森林文化協会  2005年
- 『リーディングス環境　第1巻　自然と人間』（淡路剛久ほか編、分担執筆)有斐閣  2005年
- 『森林と木材を活かす事典』（木平勇吉代表編集，分担執筆）産調出版  2007年
- 『コモンズ論の挑戦』（井上真編著，分担執筆）新曜社  2008年[2]。